# فيزاروم بوليسي فالوم
فيزاروم بوليسي فالوم (Physarum polycephalum) ويسمى اختصارا البلوب وحرفيًا «الوحل ذو الرؤوس المتعددة» هو عبارة عن عفن غروي يعيش في المناطق المظلمة والباردة والرطبة، مثل النباتات والأوراق المتحللة والغابات الميتة. يعد البلوب كائنا وحيد الخلية، يمتلك قدرات جيدة للتعلم. وحساسية مفرطة ضد الضوء على وجه الخصوص، إذ يمكن له صد تمدد العفن وعاملاً تحفيزيا لنمو البوغ.
أطلق على هذا الكائن اسم «البلوب» من قبل أعضاء المجتمع العلمي. نسبة إلى فيلم رعب أمريكي سنة 1958 بنفس الاسم.
منذ عام 2015 تم تصنيف هذا المخلوق المنتمي إلى الأميبيات في فصيلة ميسيتوزوا.
ولا يمكن تصنيف هذا العفن (البلوب) كحيوان أو نبات أو فطر، فلهُ خصائص مشتركة من كل الأنواع الثلاث، ولهُ خلية وحيدة وهي كبيرة الحجم بل تعتبر أكبر خلية معروفة إذ تتمدد وتتحرك عند نموها بسرعة ليصل حجمها إلى مساحة عدة أمتار مربعة، ويذهب البلوب في تمددهِ في اتجاه واحد ثم يعكس ويستدير في تحركهِ كل 35-55 ثانية، ويكون لخليتهِ عدة أنوية (جمع نواة)، لأنها يمكنها الإندماج مع أفراد آخرين من أبناء جنسها ليشكلوا كائناً واحداً، ويقتات العفن الغروي (البلوب) في الطبيعة على الفطريات، وحبوب وأوراق النباتات الميتة، وهو على عكس الكائنات المعروفة بالطبيعة التي لها جنسين (ذكر وأنثى)، يتكاثر هذا الكائن جنسياً ولهُ خمس جينات تحدد نوعه، ولهُ أكثر من 720 تركيبة جنسية أي 720 نوعا جنسياً، وهو لا يموت بسهولة حيث يمكنهُ التكاثر بالاستنساخ في حالة تعرضه لظروف قاسية مثل النار أو البرودة الشديدة، وإذا تم تقطيعه إلى قطع يعيد ترتيب قطعه ليعيش من جديد.